# رودخانه سامبر
رودخانه سامبر (به فرانسوی: Sambre) یک رود در فرانسه است که در او-دو-فرانس واقع شده‌است.